# のど自慢狂時代
『のど自慢狂時代』（のどじまんきょうじだい）は、1949年（昭和24年）、斎藤寅次郎が監督し、東横映画が製作、大映が配給して公開した日本の長篇劇映画である。美空ひばりの映画デビュー作として知られる。

## 略歴・概要
第二次世界大戦後、従来興行会社であった東横映画が大映との協定を結び、1947年（昭和22年）、「大映第二撮影所」（現在の東映京都撮影所）を借りて同撮影所を「東横映画撮影所」とし、製作を開始、3年目に製作された現代劇が本作である。同社の製作開始第16作である。1946年（昭和21年）に放送を開始した人気ラジオ番組『のど自慢素人演芸会』（現在の『NHKのど自慢』）を題材にしたコメディ映画である。「ピアノの先生」役を演じた和田肇は、俳優和田浩治の父である。のちに東映名誉会長となる若き日の岡田茂が、「進行係」として本作に携わった。
本作に「映倫番号」が付されているのは、公開直前の同年6月14日に「映画倫理規程管理委員会」（旧映倫）が結成されたからで、1954年（昭和29年）8月まではレイティングは行われていない。東横映画を配給するために東京映画配給（現在の東映）が設立されるのは、同年10月1日なので、本作は従来通り大映が配給した。
東京国立近代美術館フィルムセンターは、本作の上映用プリント等を所蔵しているが「48分」の不完全版である。現存するのはこの不完全版のみであり、このヴァージョンは美空ひばりの登場シーンを欠損している。

## 作品データ
- 製作：東横映画
- 上映時間（巻数／メートル）：80分（8巻／2,188メートル）
- フォーマット：白黒映画 - スタンダード・サイズ（1.37:1）- 24fps - モノラル録音
- 映倫番号：A379[2] （旧映倫）
- 公開日：  日本 1949年3月28日
- 配給：  大映

## スタッフ
- 製作：牧野満男
- 企画：吉田信
- 監督：斎藤寅次郎
- 原作：サトウハチロー
- 脚本：八住利雄
- 撮影：友成達雄
- 照明：西川鶴三
- 美術：堀保治
- 録音：佐々木稔郎
- 音響効果：江尻正保
- 編集：宮本信太郎
- 記録：髙橋美佐江
- 裝置：森繁雄
- 装飾：湯淺淺七
- メークアップ：小林重夫
- 結髪：山本榮子
- 衣裳：前田正二
- 音樂：山田榮一
  - 演奏：東横管絃樂團
  - 作詞：サトウハチロー
  - 作曲：古賀政男
- 監督助手：毛利正樹、髙木茂
- 撮影助手：杉田正二
- 照明助手：中山治雄
- 美術助手：桂長四郎
- 録音助手：藤木尚武
- 編集助手：相田富美夫（祖田富美夫）
- 製作担当：寺川千秋
- 進行：岡田茂

## キャスト
- すし屋金六：アチヤコ
- たま子（金六の娘）：並木路子
- ホームラン喫茶店喜七：渡辺篤
- 妻およし：清川虹子（新東宝）
- 八木医師（大介の父）：杉狂児
- 八木ぬい子（大介の母）：千早隆子
- 八木大介：灰田勝彦
- 倉持かま枝：初音麗子
- くら子（かま枝の娘）：雛鶴京子
- 大山うま代：江戸川蘭子
- ひばり（うま代の妹）：美空ひばり
- ピアノの先生：和田肇
- 俗曲の師匠：美ち奴
- 鴬なき子：日暮千代子
- 歌野馬太郎：志村道夫
- 漫才の男：玉松一郎

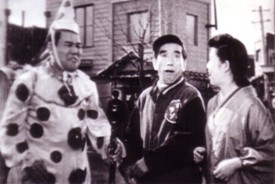
左からアチヤコ、渡辺篤、清川虹子。

- 漫才の女：ミス・ワカナ（三代目、三崎希於子）
- 声帯模写の男（声の出演）：奈美乃一郎
- 古賀政男
- 若原弓子
- 柳田一夫
- アナウンサー：太田一郎
- 柳家権太楼（初代）
- 詐偽の男：水野浩
- 古賀睦章
- 濱田秀雄
- 月京介
- 時田一男
- 藤澤彰